# Kanoistika na Letních olympijských hrách 2004 – C1 slalom muži
Závod ve vodním slalomu C1 mužů na Letních olympijských hrách 2004 se konal na kanále v areálu Helliniko Olympic Canoe/Kayak Slalom Centre ve dnech 17. a 18. srpna 2004. Z českých závodníků se jej zúčastnil Tomáš Indruch (5. místo), zlatou medaili získal Francouz Tony Estanguet.

## Program
| Datum                 | Fáze       |
| --------------------- | ---------- |
| úterý 17. srpna 2004  | rozjížďky  |
| středa 18. srpna 2004 | semifinále |
| středa 18. srpna 2004 | finále     |

## Výsledky
| Pořadí           | Jméno                     | Rozjížďky | Rozjížďky | Rozjížďky | Rozjížďky | Rozjížďky | Rozjížďky | Semifinále  | Semifinále  | Semifinále  | Finále      | Finále      | Finále      | Finále      |
| Pořadí           | Jméno                     | 1. jízda  | Pen.      | 2. jízda  | Pen.      | Celkem    | Pořadí    | Čas         | Pen.        | Pořadí      | Čas         | Pen.        | Celkem      | Pořadí      |
| ---------------- | ------------------------- | --------- | --------- | --------- | --------- | --------- | --------- | ----------- | ----------- | ----------- | ----------- | ----------- | ----------- | ----------- |
| Zlatá medaile    | Tony Estanguet (FRA)      | 99,23     | 0         | 102,30    | 2         | 201,53    | 2.        | 93,37       | 0           | 2.          | 95,79       | 0           | 189,16      | 1.          |
| Stříbrná medaile | Michal Martikán (SVK)     | 103,51    | 2         | 97,93     | 0         | 201,44    | 1.        | 93,25       | 0           | 1.          | 96,03       | 2           | 189,28      | 2.          |
| Bronzová medaile | Stefan Pfannmöller (GER)  | 104,34    | 4         | 101,54    | 4         | 205,88    | 7.        | 96,99       | 0           | 3.          | 94,57       | 0           | 191,56      | 3.          |
| 4.               | Robin Bell (AUS)          | 100,11    | 0         | 112,57    | 4         | 212,68    | 12.       | 97,48       | 2           | 4.          | 95,35       | 0           | 192,83      | 4.          |
| 5.               | Tomáš Indruch (CZE)       | 99,81     | 0         | 102,87    | 4         | 202,68    | 4.        | 98,22       | 2           | 5.          | 97,06       | 0           | 195,28      | 5.          |
| 6.               | Simon Hočevar (SLO)       | 104,17    | 0         | 105,18    | 0         | 209,35    | 9.        | 100,24      | 2           | 8.          | 99,54       | 0           | 199,78      | 6.          |
| 7.               | Jordi Sangrá Gibert (ESP) | 108,48    | 4         | 104,06    | 0         | 212,54    | 11.       | 99,84       | 2           | 6.          | 100,57      | 0           | 200,41      | 7.          |
| 8.               | Stuart McIntosh (GBR)     | 99,87     | 0         | 102,87    | 0         | 202,74    | 5.        | 100,08      | 2           | 7.          | 111,11      | 2           | 211,19      | 8.          |
|                  |                           |           |           |           |           |           |           |             |             |             |             |             |             |             |
| 9.               | James Cartwright (CAN)    | 105,79    | 0         | 105,17    | 2         | 210,96    | 10.       | 100,45      | 0           | 9.          | nepostoupil | nepostoupil | nepostoupil | nepostoupil |
| 10.              | Mariusz Wieczorek (POL)   | 103,14    | 0         | 98,66     | 0         | 201,80    | 3.        | 101,30      | 0           | 10.         | nepostoupil | nepostoupil | nepostoupil | nepostoupil |
| 11.              | Ronnie Dürrenmatt (SUI)   | 103,91    | 4         | 102,55    | 2         | 206,46    | 8.        | 102,52      | 0           | 11.         | nepostoupil | nepostoupil | nepostoupil | nepostoupil |
| 12.              | Danko Herceg (CRO)        | 103,84    | 2         | 100,33    | 0         | 204,17    | 6.        | 203,49      | 100         | 12.         | nepostoupil | nepostoupil | nepostoupil | nepostoupil |
|                  |                           |           |           |           |           |           |           |             |             |             |             |             |             |             |
| 13.              | Krzysztof Supowicz (POL)  | 107,26    | 2         | 109,94    | 2         | 217,20    | 13.       | nepostoupil | nepostoupil | nepostoupil | nepostoupil | nepostoupil | nepostoupil | nepostoupil |
| 14.              | Nicolas Peschier (FRA)    | 108,74    | 0         | 112,62    | 2         | 221,36    | 14.       | nepostoupil | nepostoupil | nepostoupil | nepostoupil | nepostoupil | nepostoupil | nepostoupil |
| 15.              | Christos Tsakmakis (GRE)  | 108,22    | 2         | 117,32    | 4         | 225,54    | 15.       | nepostoupil | nepostoupil | nepostoupil | nepostoupil | nepostoupil | nepostoupil | nepostoupil |
| 16.              | Chris Ennis (USA)         | 156,94    | 52        | 133,79    | 4         | 290,73    | 16.       | nepostoupil | nepostoupil | nepostoupil | nepostoupil | nepostoupil | nepostoupil | nepostoupil |